# Mléčný výrobek

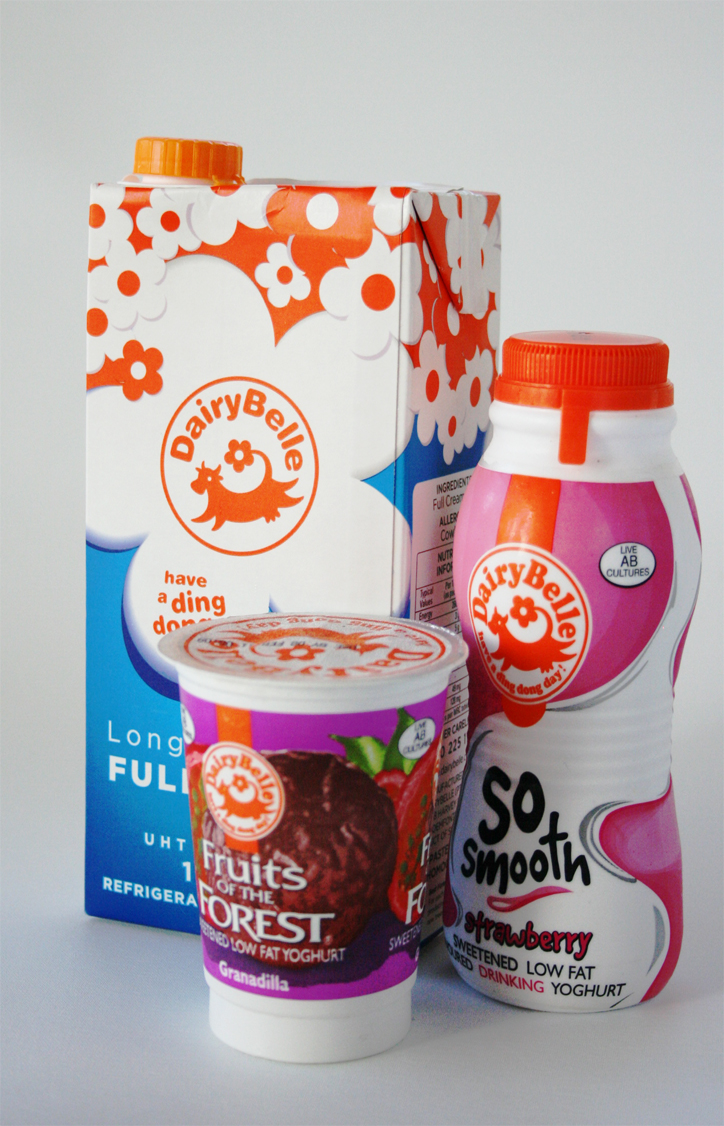
Mléčné výrobky - zleva mléko, jogurt a jogurtový nápoj

Mléčný výrobek je potravina vyrobená zpracováním mléka.

## Druhy mléčných výrobků
Mezi mléčné výrobky patří zejména
- mléko: čerstvé, sušené i kondenzované, homogenizované, pasterované…
- máslo
- sýry a syrovátka
- podmáslí, smetana, zakysaná smetana
- kefír, jogurt a jogurtové nápoje, skyr
- tvarohy
- zmrzliny

Mléčné výrobky jsou vyráběny především z kravského mléka, dále z mléka kozího a ovčího, výjimečně buvolího. 

## Konzumace mléčných výrobků a zdraví
Z hlediska živin potřebných pro lidské tělo obsahuje mléko plnohodnotné bílkoviny využitelné z 97 – 98 %, lehce stravitelný tuk, který pomáhá vstřebávat vitaminy A a D obsažené v mléce. Dále obsahuj vitaminy skupiny B a vápníku, jehož vstřebávání podporují další látky obsažené v mléce (laktóza, vitamin D, aminokyselina lysin). Mléčný cukr je lehce stravitelný, pozitivně ovlivňuje střevní mikroflóru a podporuje vstřebávání živin. Mléko pro maloobchod je pasterováno, čímž se v něm zničí choroboplodné zárodky.
Objevující se tvrzení, že mléčné výrobky mohou zvyšovat riziko rakoviny či jiných chorob jsou považovány za nepravdivé hoaxy.
Konzumaci mléčných výrobků odmítají vegané.